# Литвин Костянтин Захарович
Костянтин Захарович Литвин (3 липня 1907, Нахічевань — 3 квітня 1994, Київ) — український радянський діяч. Міністр культури УРСР у 1953/56 роках. Член ЦК КПУ в січні 1949 — березні 1966 р. Член Організаційного бюро ЦК КП(б)У в липні 1946 — квітні 1950 р. Депутат Верховної Ради УРСР 2—5-го скликань. Депутат Верховної Ради СРСР 2-го скликання.

## Життєпис
Народився 3 липня 1907 році в місті Нахічевань-на-Дону тогочасного Кавказького намісництва, нині частина міста Ростов-на-Дону (Російська Федерація). Виростав у родині робітника. Дитячі та юнацькі роки провів на Донбасі. Трудову діяльність розпочав у 1918 році наймитом у селі Старомихайлівка на Донбасі.

### Освіта
Закінчив у 1933 році Індустріальний педагогічний інститут ім. К.Лібкнехта у місті Свердловськ, нині — Єкатеринбург. Кандидат історичних наук, доцент.

### Діяльність
З 1921 до 1924 року — працював болтонарізувальником механічної майстерні в селищі Рутченково на Донеччині. У 1922 році вступив до комсомолу.
З 1924 до 1926 року працював на шахті № 32-29 і на шахті № 31 секретарем комсомольської організації на Донеччині. У 1925 році став кандидатом у члени ВКП(б).
У 1926 році закінчив Сталінську окружну радянську партійну школу.
З 1926 до 1930 року — на пропагандистській роботі в Макіївці, на трубному заводі, на шахті «Бурос», завідувач відділів пропаганди в Авдіївському та Амвросіївському районних комітетах КП(б)У на Донеччині.
Член ВКП(б) з 1927 року.
З 1930 до 1933 року навчався в Індустріальному педагогічному інституті імені Карла Лібкнехта в місті Москві.
З 1933 року — на керівній партійно-педагогічній роботі в містах Тула та Калінін РРФСР.
У 1938 році закінчив Московський історико-партійний інститут червоної професури.
З 1938 до січня 1939 року — керівник профгрупи ЦК ВКП(б), лектор Сталінського обласного комітету КП(б)У та директор міжобласних партійних курсів в Сталінській області.
З лютого 1939 до травня 1941 року — секретар Сталінського обласного комітету КП(б) України з пропаганди і агітації.
З 1941 до жовтня 1944 року — заступник завідувача відділу пропаганди і агітації ЦК КП(б) України.
6 жовтня 1944 — 10 липня 1946 року — секретар ЦК КП(б) України з пропаганди і агітації.
З вересня 1945 року — начальник Управління пропаганди і агітації ЦК КП(б) України.
10 липня 1946 — 25 січня 1949 — 3-й секретар ЦК КП(б) України.
10 липня 1946 — 15 квітня 1950 року — член Організаційного бюро ЦК КП(б) України.
28 січня 1949 — 15 квітня 1950 року — секретар ЦК КП(б) України з пропаганди і агітації.
З 8 березня 1950 до 1951 року — заступник Голови Ради Міністрів Української РСР.
З лютого 1951 до червня 1953 — 2-й секретар Львівського обласного комітету КП(б) — КП України.
З 10 квітня 1953 до 10 липня 1956 року — міністр культури Української РСР.
З 17 липня 1956 до січня 1963 року — голова Президії Українського товариства дружби і культурних зв'язків з іноземними державами.
У січні 1963 — січні 1966 року — уповноважений Ради у справах релігійних культів при РМ Української РСР.
У січні 1966—1974 роках — уповноважений Ради у справах релігій при РМ СРСР по Українській РСР.
З 1 листопада 1974 до 1979 року — голова Ради у справах релігій при Раді Міністрів Української РСР.

## Роль у знищенні музейних збірок в УРСР
Костянтин Литвин брав активну участь в організації знищення та розграбування експонатів у західноукраїнських музеях, під приводом боротьби з «українським буржуазним націоналізмом» у мистецтві.
Навесні 1952 року, коли Костянтин Литвин був секретарем Львівського обласного комітету КП(б) — КП України, було складено список з 2115 мистецьких творів Музею українського мистецтва, що підлягали вилученню та знищенню. Серед вилучених музейних предметів — полотна роботи видатних українських художників О. Новаківського, М. Сосенка, Ф. Красицького, П. Холодного, М. Бойчука, С. Гординського, О. Кульчицької, М. Глущенка, Г. Нарбута та ін (портрети січових стрільців, діячів греко-католицької церкви, роботи митців, засуджених як «буржуазних націоналістів»). Ще до того, у серпні 1951, з фондів музею було вилучено понад 2500 книг. На початку серпня 1952, скориставшись відпусткою директора музею Іларіона Свєнціцького, секретар Львівського обкому партії К. Литвин підписав наказ, відповідно до якого, культурні цінності двома вантажівками за три рейси перевезли до Львівської бібліотеки АН УРСР «для знищення націоналістичних антирадянських експонатів». Раніше сюди ж звезли 4,5 тис. історичних книг та 2 ящики музейної зброї. За словами свідків тих подій: крематорій для мистецтва димівся над містом кілька днів.
1955 року Костянтин Литвин, перебуваючи на посаді міністра культури УРСР, наказом зобов'язав керівництво музеїв Львівського історичного, українського мистецтва, картинної галереї скласти до 15 грудня 1955 списки на експонати «пов'язані з діяльністю різних українських і польських буржуазно-націоналістичних організацій, та картини, які за своєю ідейною спрямованістю не можуть експонуватися» з метою їх вилучення з фондів цих закладів. Проте, в квітні 1956 новий міністр культури УРСР І. Шаблій скасував рішення попередника і повернув списки назад з тим, що «знищувати ці матеріали недоцільно, тому що вони можуть мати інтерес для окремих дослідників при вивченні історичних матеріалів».

## Нагороди
- орден Червоного Прапора (1.04.1943)
- орден Трудового Червоного Прапора (23.01.1948)
- орден Богдана Хмельницького ІІ-го ст. (2.05.1945)
- орден Дружби народів (1.07.1977)
- ордени
- медаль «Партизанові Вітчизняної війни» 1-го ст.
- медаль «За перемогу над Німеччиною у Великій Вітчизняній війні 1941—1945 рр.»
- медаль «За доблесну працю у Великій Вітчизняній війні 1941—1945 рр.»
- медалі
- Заслужений працівник культури Української РСР (10.04.1979).